# Api Claudi Pulcre (interrei 77 aC)
Api Claudi Pulcre (llatí: Appius Claudius Pulcher) va ser un magistrat romà. Era fill de cert Api Claudi Pulcre, personatge desconegut, i germà de Gai Claudi Pulcre (cònsol 92 aC). Formava part de la gens Clàudia.
L'any 87 aC era tribú militar i li va ser encarregada la defensa del mont Janícul contra Gai Màrius i Luci Corneli Cinna, però els va obrir les portes perquè tenia llaços clientelars amb Màrius. Tot i això va poder conservar el seu crèdit entre els optimats als quals pertanyia. Va ser probablement l'Api Claudi nomenat interrex l'any 77 aC i que junt amb Quint Lutaci Catul va defensar Roma contra Marc Emili Lèpid.